# Lagynopteryx chilensis
Lagynopteryx chilensis là một loài bướm đêm trong họ Geometridae.